# Auckland-szigeteki lile
Az Auckland-szigeteki lile (Thinornis rossi) a madarak osztályának, a lilealakúak (Charadriiformes) rendjébe, ezen belül a lilefélék (Charadriidae) családjába tartozó kihalt faj.

## Rendszerezés
Korábban az üregi lile alfajának gondolták.

## Elterjedése
Egyetlen példány alapján ismert, melyet 1840-ben fogtak az Auckland-szigeteken.

## Megjelenése
Testhossza 22 centiméter, hasa fehér színű volt.